# Gebäck

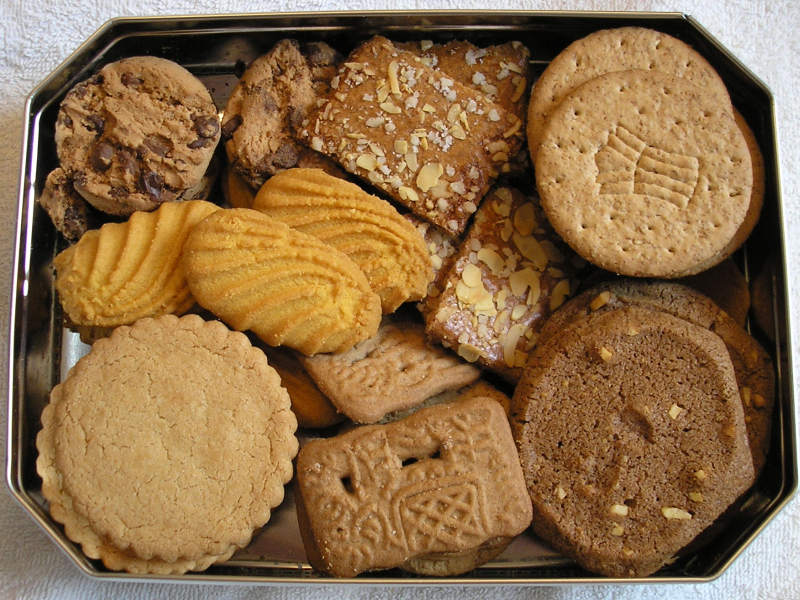
Gebäck

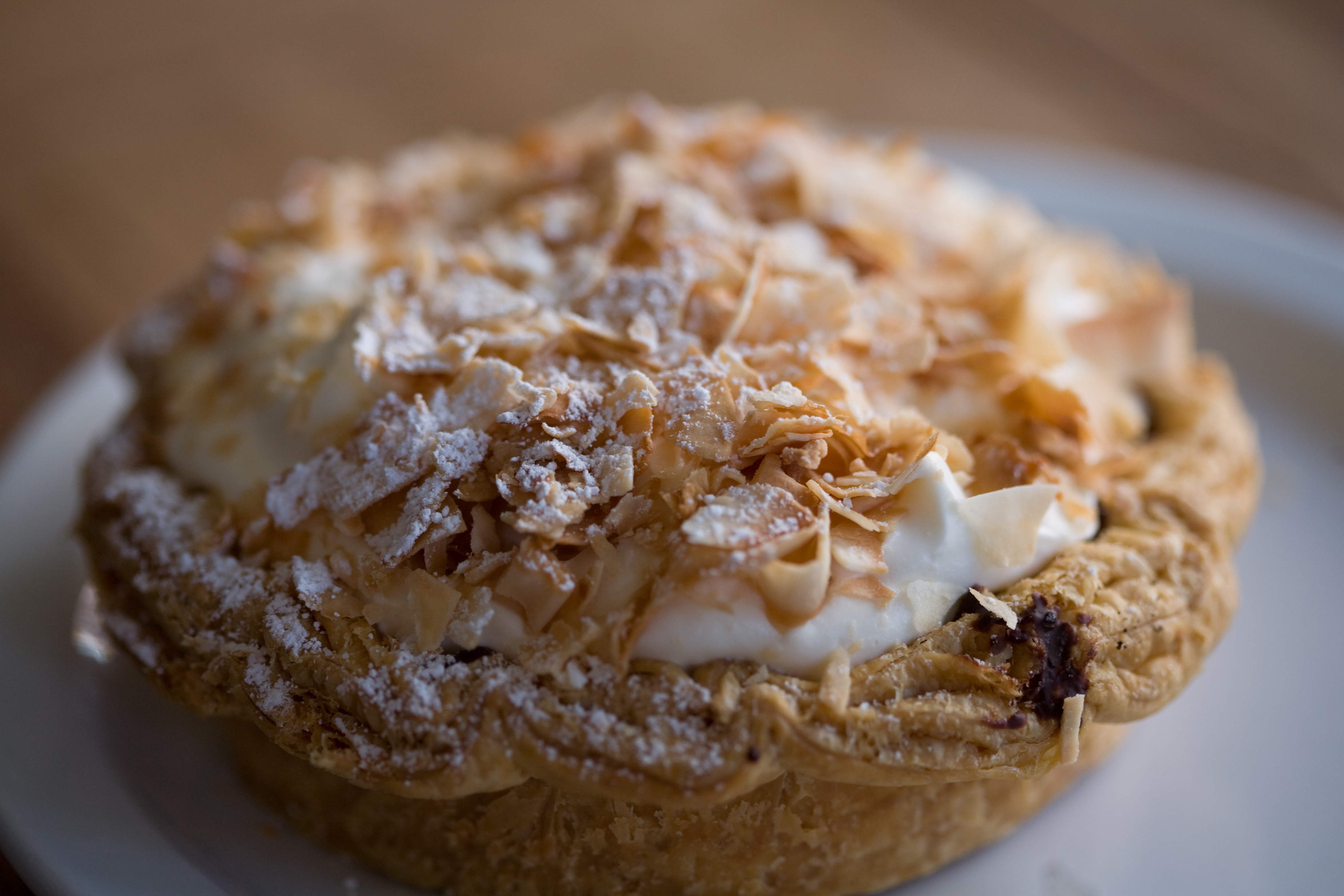
Kokos-Törtchen

Als Gebäck werden Backwaren aus Teigen und Massen bezeichnet, die auf dem Herd oder im Backofen gebacken werden.
Bäcker und Konditoren bezeichnen diese Gebäcke als Feingebäck im Unterschied zum so genannten Kleingebäck aus Brotteig (Brötchen und Brezeln). In Österreich bezeichnet „Gebäck“ üblicherweise Kleingebäck (auch für die Einzelstücke); in Deutschland bezeichnet Gebäck im engeren Begriff oft eher süße Backwaren wie Kekse, Kuchen, Plunder u. Ä.

## Begriffsverwendung
Grob unterscheidet man zunächst zwischen salzigem und süßem Gebäck.
Zu den salzigen Gebäcken gehören Knabbergebäck wie Salzstangen, Käseplätzchen und anderes Salzgebäck.
Quiches und Tartes (frz.), Wähen (schweiz.) oder Pies (engl.) sind geläufige Begriffe für „gebackene Snacks“, die aber nicht im engeren Sinn zu den Gebäcken gehören. Andere Kulturen kennen in diesem Bereich ebenfalls viele Varianten.
Süße Gebäcke sind zum Beispiel Kuchen, Wähen (schweiz.); Plunderstücke, Plätzchen oder Kekse. Viele Gebäcke können bei fast gleicher Zubereitung sowohl als süßes wie auch als salziges Gebäck hergestellt werden, zum Beispiel die Pies (engl.) beziehungsweise Tartes (frz.), Muffins oder einige Keksarten.
Eine Sonderform sind Gebildgebäcke.

## Allgemeines

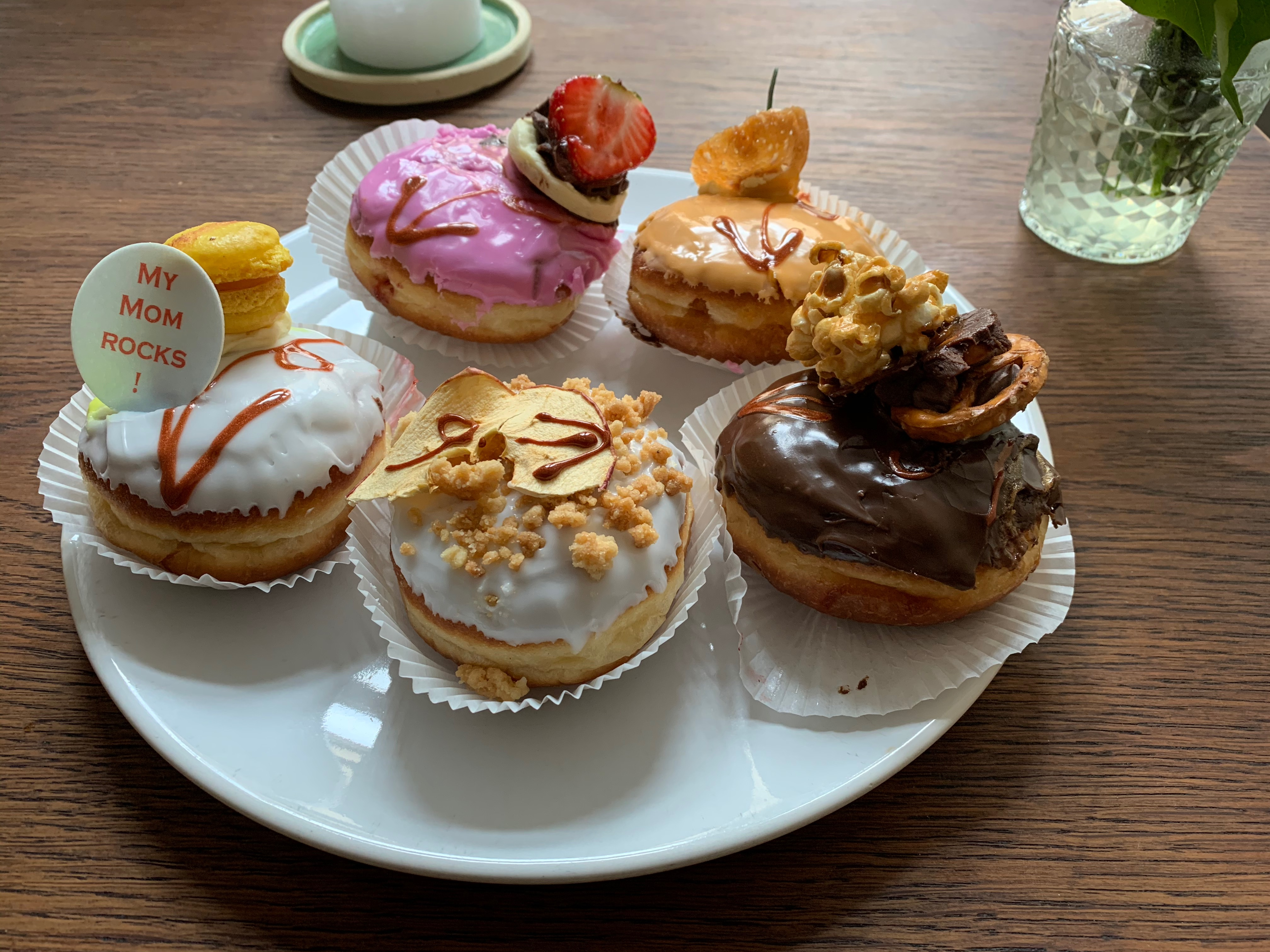
Berliner Pfannkuchen

Auf dem Backblech werden üblicherweise flache Kekse oder Plätzchen gebacken. Kuchen wird in einer runden, zylindrischen oder rechteckigen Form hergestellt oder „freigeschoben“ wie z. B. Hefekränze. Als Fettgebackenes werden „Krapfen“ oder „Berliner Pfannkuchen“ bezeichnet. Eine Backregel: Je größer und dicker das Backgut, desto wichtiger ist, dass der Backofen auf die nötige Temperatur vorgeheizt ist bzw. kurz (etwa 5–7 Minuten) um einige Grad heißer ist, damit sich eine Kruste bildet.
Klassische Feingebäcke sind Kuchen, Torten, Plätzchen und andere Confiserie, wobei die wesentlichen Bestandteile Mehl, Zucker und Fett sind. Bei zahlreichen Rezepten kommen Eier hinzu. Zutaten, die dem Gebäck den charakteristischen Geschmack verleihen sind z. B. Vanille, Kakao, Nüsse, Rosinen.

## Einteilung nach Herstellung

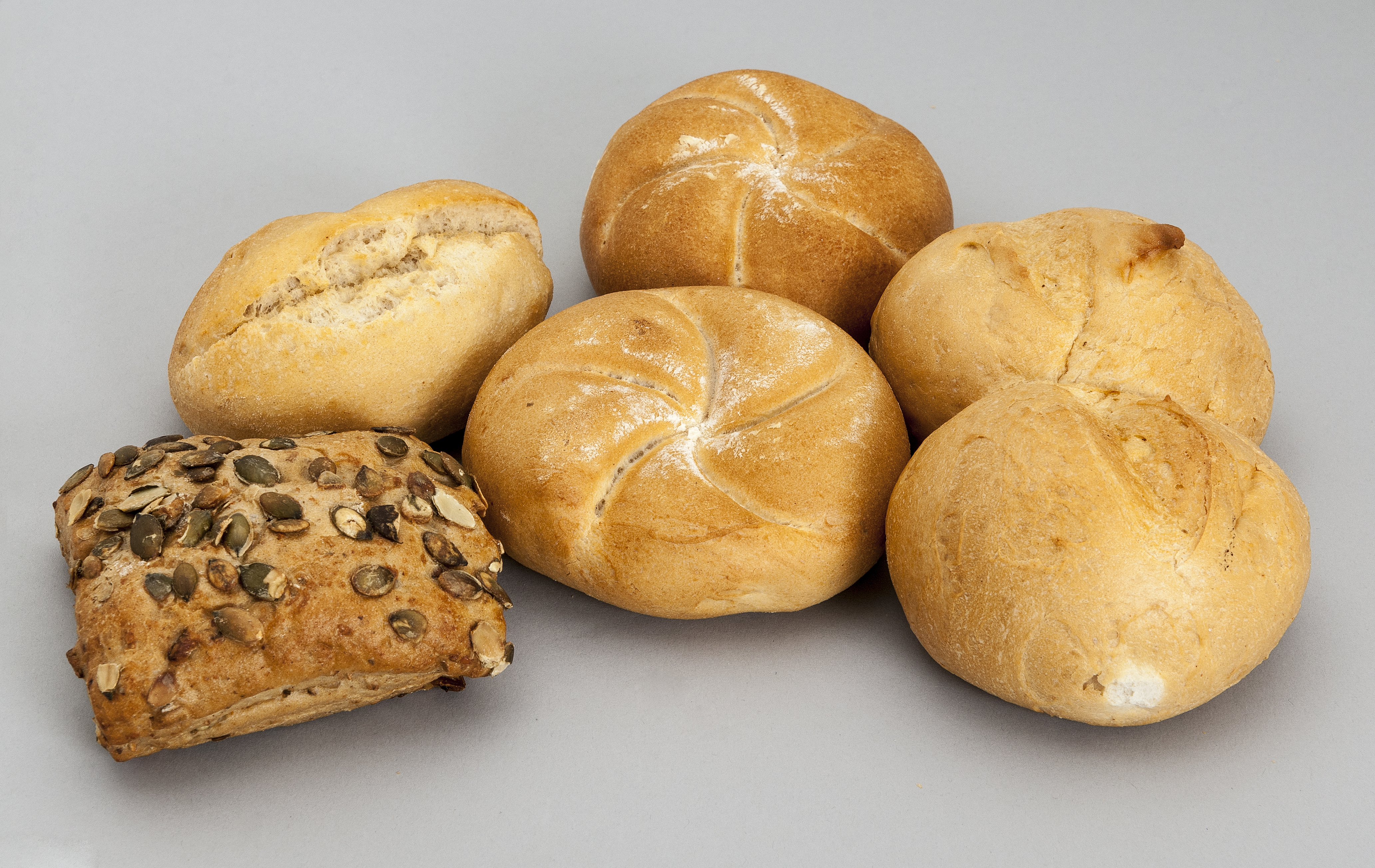
Brötchen

Gebäck aus den Grundteigarten wird unterschieden nach: Hefeteig, Mürbeteig, Plunderteig, Pastetenteig, Strudelteig, Backteig, Pfannkuchenteig und Blätterteig – diese finden sowohl in salzigen als auch in süßen Backwaren Verwendung.
Gebäck aus Massen unterscheidet man nach der Herstellung aus: Wiener Masse, Biskuitmasse, Brandmasse, Meringuemasse, Hippenmasse, Sandmasse und Makronenmasse.
Als Triebmittel werden Backpulver, Hirschhornsalz oder Hefe verwendet, in der Industrie gibt es noch weitere Backtriebmittel. Einige Teigarten kommen auch ohne aus, andere verlangen eine lange Bearbeitungszeit, in der der Teig immer wieder kräftig geknetet werden muss, damit sich der Kleber im Mehl entfaltet. Das kann von Hand passieren oder maschinell.